# Liga SEHA 2015-16
La temporada 2015-16 fue la quinta temporada de la Liga SEHA compuesta por equipos de Serbia, Macedonia, Hungría, Croacia, Eslovaquia y Bosnia-Herzegovina. El campeón fue el MKB Veszprém, que retuvo el título logrado la temporada anterior.

## Clubes
| País               | Equipo              | Ciudad     | Estadio (Capacidad)                       |
| Bielorrusia        | Meshkov Brest       | Brest      | Universal Sports Complex Victoria (3,740) |
| Bosnia-Herzegovina | RK Borac Banja Luka | Banja Luka | Sportska dvorana Borik (3,500)            |
| Croacia            | PPD Zagreb          | Zagreb     | Arena Zagreb (16,800)                     |
| Croacia            | RK Nexe             | Našice     | Sportska dvorana (2,500)                  |
| Hungría            | MKB Veszprém        | Veszprém   | Veszprém Aréna (5,096)                    |
| Macedonia          | RK Vardar           | Skopje     | Jane Sandanski Arena (6,000)              |
| Macedonia          | Maks Strumica       | Strumica   | Sportska Sala Park (4,000)                |
| Serbia             | RK Vojvodina        | Novi Sad   | Hala Slana Bara (4,000)                   |
| Serbia             | Spartak Vojput      | Subotica   | Hala sportova u Subotici (3,000)          |
| Eslovaquia         | Tatran Prešov       | Prešov     | City Hall Prešov (4,000)                  |

## Clasificación
|    | Equipos             | Part. | G  | E | P  | GF  | GC  | Dif  | Pts | Resultado  |
| -- | ------------------- | ----- | -- | - | -- | --- | --- | ---- | --- | ---------- |
| 1  | MKB Veszprém        | 18    | 16 | 2 | 0  | 628 | 418 | 210  | 50  | Final Four |
| 2  | RK Vardar           | 18    | 14 | 2 | 2  | 603 | 491 | 112  | 44  | Final Four |
| 3  | PPD Zagreb          | 18    | 14 | 0 | 4  | 570 | 453 | 117  | 42  | Final Four |
| 4  | Meshkov Brest       | 18    | 12 | 0 | 6  | 567 | 481 | 86   | 36  | Final Four |
| 5  | Tatran Prešov       | 18    | 9  | 1 | 8  | 546 | 492 | 54   | 28  |            |
| 6  | RK Nexe             | 18    | 8  | 1 | 9  | 497 | 502 | -5   | 25  |            |
| 7  | RK Vojvodina        | 18    | 4  | 3 | 11 | 471 | 574 | -103 | 15  |            |
| 8  | RK Borac Banja Luka | 18    | 3  | 2 | 13 | 461 | 577 | -116 | 11  |            |
| 9  | RK Spartak Vojput   | 18    | 3  | 1 | 14 | 461 | 583 | -122 | 10  |            |
| 10 | Maks Strumica       | 18    | 0  | 2 | 16 | 389 | 622 | -233 | 2   |            |

## Final Four

### Semifinales
- MKB Veszprém 24-21  Meshkov Brest
- RK Vardar 26-24  RK Zagreb

### Tercer puesto
- Meshkov Brest 23-24  RK Zagreb

### Final
- MKB Veszprém 28-26  RK Vardar